# Боевая организация анархо-коммунистов
Боевая организация анархо-коммунистов (БОАК) — восточноевропейская анархистская (анархо-коммунистическая) боевая организация, ставящая своей целью социальную революцию и преобразование общества согласно анархо-коммунистическим идеалам.
В качестве основных методов борьбы БОАК рассматривает «прямое действие», «саботаж и партизанскую войну». Издание The Insider называет БОАК наиболее активной «подрывной» силой в «рельсовой войне» в России, а Newsweek — «самой заметной» из действующих повстанческих группировок в России.

## История
Дата создания Боевой организации анархо-коммунистов не обнародована. Аффилированный с организацией сайт «Боец Анархист» и одноимённый телеграм-канал появились в 2018 году. В интервью участники БОАК заявили, что группа появилась задолго до того, как объявила о себе публично. До 24 февраля 2022 БОАК в основном занимался организационным строительством: увеличением числа участников, наращиванием материальной базы, проведением отдельных акций прямого действия.

### Деятельность в Восточной Европе
«Боец Анархист» распространял информацию о самоподрыве российского анархиста Михаила Жлобицкого в архангельском Управлении ФСБ.
В 2019-2020 годах «Боец Анархист» выступил публикатором информации о серии «акций прямого действия» в Киеве и Киевской области: поджогах полицейских объектов, бульдозера на спорной застройке и вышек мобильной связи оператора lifecell, принадлежащего турецкой компании (в знак солидарности с курдским движением). Заявления об акциях были подписаны такими названиями, как «Ячейка революционной солидарности», «Махновцы», «Новая молодёжь», «Смельчаки» и другие. При этом украинские силовые структуры подозревают создателей сайта «Боец Анархист» в причастности к акциям и пытались их задержать.

### Деятельность за пределами Восточной Европы
С августа 2020 года на аффилированных с группой медиа-ресурсах «Боец Анархист» стали появляться отчёты из Швеции об акциях солидарности с анархистами Восточной Европы. Первой такой новостью стал отчёт о символической атаке в городе Лунд в ночь на 20 августа против офиса шведской компании Ericsson, которая, согласно участникам акции, вела деятельность в Беларуси и тем самым поддерживала режим Лукашенко. Офис Ericsson был закидан лампочками с краской, на постаменте была оставлена надпись «Выброси Лукашенко». Участники акции, представившиеся «Интернациональной анархо-коммунистической группой действия “Солидарные”», в своём коммюнике выражали поддержку находящимся в заключении белорусским анархистам Никите Емельянову, Александру Францкевичу, Акихиро Гаевскому-Ханаде.
В ночь на 2 октября 2020 года в городе Лунд «Интернациональная анархо-коммунистическая группа действия “Солидарные”» закидала камнями и бутылками с краской автосалон Volkswagen. Согласно коммюнике анархистов, компания поставляла в Беларусь автомобили для силовиков. Участники акции призывали атаковать западные компании, которые, по их мнению, сотрудничали с режимом Лукашенко
В ночь на 5 ноября 2020 года «Интернациональная группа действия “Солидарные”» в городе Лунд закидала бутылками с краской магазин mStore, продающий продукцию Apple. Эта акция стала ответом на требования Apple удалить телеграм-каналы с данными белорусских силовиков. В своем коммюнике участники акции приравнивали действия Apple к поддержке режима Лукашенко.
Утром 24 марта 2021 года на медиа-ресурсах «Боец Анархист» был опубликован отчёт «Группа действия “Солидарные”» о поджоге торгового центра IKEA в городе Мальмё. Согласно участникам акции, причиной для атаки стало то, что IKEA закупает в Беларуси древесину для изготовления мебели и тем самым участвует в финансировании режима Лукашенко.
В августе 2021 года через медиа-ресурсы «Боец Анархист» «Анархо-коммунистическая группа действия “Солидарные”» взяла на себя ответственность за поджог в Лунде грузовых прицепов, принадлежащих Shell, припаркованных на автозаправочной станции этой компании. Согласно коммюнике, причиной для акции стало участие «Shell в строительстве нефтепровода Северный поток — 2» в качестве инвестора. Акция проводилась в рамках Недели солидарности с заключенными анархистами 23 — 30 августа 2021 года.
1 февраля 2022 на медиа-ресурсах «Боец Анархист» появился отчёт о поджоге на автозаправочной станции Shell в Мальмё. В своём коммюнике участники акции, подписавшиеся «Группой “Смерть тиранам”», выражали солидарность с восстанием в Казахстане, где Shell активно занимается нефтедобычей.
В конце марта на медиа-ресурсах «Боец Анархист» был опубликован отчёт об акции против офиса Коммунистической партии Швеции в Мальмё. На двери офиса была нанесена надпись «Оружие народу в Украине». Согласно коммюнике, причиной для акции стали призывы шведских коммунистов не оказывать поддержку Украине.

### Деятельность после начала полномасштабного вторжения России в Украину
С началом военного вторжения России в Украину 24 февраля 2022 года группа активизировала работу своих информационных ресурсов, размещая антивоенные призывы, рекомендации к саботажу и новости о партизанских действиях. В апреле она впервые взяла на себя ответственность за акцию саботажа: поджог вышки мобильной связи в селе Беломестное Белгородской области, которую осуществила группа БОАК-Слобожанщина.
23 мая Боевая организация анархо-коммунистов заявила, что её члены разобрали железнодорожное полотно ветки, ведущей к войсковой части 14258 (секретный учебно-тактический центр 12-го главного управления Минобороны) близ Сергиева Посада Московской области.
28 июня ячейка БОАК-Владимир опубликовала коммюнике и фото новой акции на железной дороге. На этот раз были разобраны пути, ведущие к войсковой части 55443 ВД Барсово (51-й арсенал Главного ракетно-артиллерийского управления Министерства обороны РФ) под Киржачом, Владимирская область. Также члены организации призвали западное левое и анархическое сообщество присоединиться к активным действиям против российского и белорусского правительств.
Группа заявила, что не все свои действия она провела под своим названием и предала публике.
19 апреля 2023 года под Бахмутом погиб один из основателей организации Дмитрий Петров, он воевал на стороне Украины. Петров был также антропологом, соавтором и переводчиком ряда книг о Курдистане.

### Преследование
В июле 2020 года украинские силовики провели обыски у работников интернет-сервиса виртуальных номеров VirtualSim, пытаясь установить личности и арестовать администраторов ресурсов «Боец Анархист». 19 марта 2021 года полиция устроила обыск в квартире киевских анархистов, заподозрив их в причастности к поджогам. 21 апреля 2021 года киевская полиция провела обыск у проживающего на Украине белорусского анархиста Алексея Боленкова по подозрению в участии в поджоге вышек мобильной связи. В результате полицейских рейдов на Украине никто не был задержан.
Решением суда Октябрьского района города Витебска республики Беларусь от 2 августа 2022 года «информационная продукция» Telegram-канала «Боец Анархист» признана экстремистскими материалами.